# Austin Montego
Austin Montego – samochód osobowy klasy średniej produkowany przez brytyjską firmę Austin Motor Company w latach 1984–1995. Dostępny jako 4-drzwiowy sedan lub 5-drzwiowe kombi. Następca modelu Maxi. Do napędu użyto silników R4 o pojemnościach: 1,3; 1,6 lub 2,0 litra. Moc przenoszona była na oś przednią poprzez 4- lub 5-biegową manualną skrzynię biegów. Został zastąpiony przez Rovera serii 600.

## Dane techniczne
| Wersja                | Silnik:                   | Układ zasilania:   | Średnica × skok tłoka: | St. sprężania:     | Moc maksymalna:                   | Maks. moment obrotowy      | 0-100 km/h:        | V-max:             |
| Silniki benzynowe:    | Silniki benzynowe:        | Silniki benzynowe: | Silniki benzynowe:     | Silniki benzynowe: | Silniki benzynowe:                | Silniki benzynowe:         | Silniki benzynowe: | Silniki benzynowe: |
| --------------------- | ------------------------- | ------------------ | ---------------------- | ------------------ | --------------------------------- | -------------------------- | ------------------ | ------------------ |
| 1.3                   | R4 1,3 l (1275 cm³), OHV  | gaźnik             | 70,61 mm × 81,30 mm    | 9,8:1              | 69 KM (51 kW) przy 5800 obr./min  | 99 N•m przy 3500 obr./min  | b/d                | 154 km/h           |
| 1.6 L                 | R4 1,6 l (1598 cm³), SOHC | gaźnik             | 76,20 mm × 87,60 mm    | 9,8:1              | 87 KM (64 kW) przy 5600 obr./min  | 123 N•m przy 3500 obr./min | 11,5 s             | 166 km/h           |
| 2.0 L                 | R4 2,0 l (1994 cm³), SOHC | gaźnik             | 84,50 mm × 89,00 mm    | 9,1:1              | 103 KM (76 kW) przy 5500 obr./min | 164 N•m przy 3000 obr./min | 10,2 s             | 174 km/h           |
| 2.0 EFi               | R4 2,0 l (1994 cm³), SOHC | wtrysk EFi         | 84,50 mm × 89,00 mm    | 9,1:1              | 117 KM (86 kW) przy 5600 obr./min | 182 N•m przy 2800 obr./min | 9,6 s              | 183 km/h           |
| Silniki wysokoprężne: |                           |                    |                        |                    |                                   |                            |                    |                    |
| 2.0 DSL Turbo         | R4 2,0 l (1994 cm³), SOHC | wtrysk             | 84,50 mm × 89,00 mm    | 17,2:1             | 82 KM (60 kW) przy 5500 obr./min  | 157 N•m przy 2500 obr./min | 13,2 s             | 163 km/h           |